# Trachylepis mlanjensis
Espèce
Synonymes
- Mabuya bocagii mlanjensis Loveridge, 1953
- Mabuya mlanjensis Loveridge, 1953

Trachylepis mlanjensis est une espèce de sauriens de la famille des Scincidae.

## Répartition
Cette espèce est endémique du Sud du Malawi.

## Étymologie
Son nom d'espèce, composé de mlanj[e] et du suffixe latin -ensis, « qui vit dans, qui habite », lui a été donné en référence au lieu de sa découverte, le massif Mulanje.

## Publication originale
- Loveridge, 1953 : Zoological Results of a fifth expedition to East Africa. III. Reptiles from Nyasaland and Tete. Bulletin of the Museum of Comparative Zoology at Harvard College, vol. 110, no 3, p. 142-322 (texte intégral).